# 环形振荡器

一个简单的环形振盪器电路，具有3个反向器。频率是1/(6×單一反向器延迟時間)。

环形振荡器是一种采用奇数个反向器（inverter or NOT gate）组成的环形电路。电路的输出是透過振荡产生两个电平（voltage level），也就是方波。如果採用偶数个反向器串接，會使得輸出電壓與輸入電壓相同，訊號沒有任何變化，因此无法形成环形振荡器。
环形振盪器的频率
{\displaystyle f={\frac {1}{2nt}}}
，其中 t 為单个反向器的延迟时间，n 為反向器的个数。